# Andělská Hora (Moravia-Slesia)
Andělská Hora (in tedesco Engelsberg) è una città ceca del distretto di Bruntál, nella regione di Moravia-Slesia.
Il comune ricopre una superficie di 16,07 km² e nel 2007 contava una popolazione di 422 abitanti.